# Мар Појац
Преподобни Мар одликовао се спољашњом лепотом и слаткопојним гласом. Према хришћанској традицији, повукао се од света и живио у једној колиби тридесет седам година у посту, молитви и „очишћењу срца од злих помисли“. Као деведесетогодишњи старац умро је 430. године.
Српска православна црква слави га 25. јануара по црквеном, а 7. фебруара по грегоријанском календару.
Велики део овог текста је преузет из охридског пролога светог владике Николаја Велимировића. Он не подлеже ауторским правима